# Вакуленко Юлія Олегівна
Юлія Олегівна Вакуленко (нар. 10 липня 1983 року у Ялті, УРСР) — українська тенісистка. 
Вона досягла у своїй кар'єрі високого рейтингу — № 32 — на 19 листопада 2007.
Переможниця 7 турнірів ITF в одиночному розряді.

## Загальна інформація
Юлія — одна із двох дітей у сім'ї Гали та Олега Вакуленків. Також у неї є молодший брат Брайан.
У теніс Юлія прийшла в 7 років. У різний час українка жила і вчилася в різних містах Югославії, Іспанії та Франції. Цей факт її біографії наклав відбиток на її знання іноземних мов: у тій чи іншій мірі володіє англійською, французькою, іспанською, російською та низкою мов колишньої Югославії.
Вакуленко висловлює великий інтерес до всього, що пов'язано з тенісом і в майбутньому збирається створити власну академію цього виду спорту.
У 2008 році Юлія збиралася прийняти іспанське громадянство і виступати за цю країну на міжнародному рівні, але справа не просунулася далі декількох турнірів, проведених Вакуленко під прапором цієї держави. Однак Юлія вже більше 10-ти років постійно мешкає у Іспанії.
Нині Вакуленко-молодша тримає в себе одного домашнього улюбленця — пса Вілсона.

## Рейтинг на кінець року
| Рік  | Одиночний рейтинг | Парний рейтинг |
| 2009 | 156               | 676            |
| 2008 | 357               |                |
| 2007 | 33                | 915            |
| 2006 | 120               |                |
| 2005 | 185               |                |
| 2004 | 129               | 359            |
| 2003 | 73                | 151            |
| 2002 | 209               | 1002           |
| 2001 | 135               |                |
| 2000 | 226               |                |
| 1999 | 417               |                |

## Виступи на турнірах

### Виступ в одиночних турнірах

#### Фінали турнірівWTAв одиночному розряді (1)

##### Поразки (1)
| Легенда: До 2009 року          | Легенда: З 2009 року  |
| ------------------------------ | --------------------- |
| Турніри Великого Шолома (0)    |                       |
| Олімпіада (0)                  |                       |
| Підсумковий чемпіонат року (0) |                       |
| 1-я категорія (0)              | Premier Mandatory (0) |
| 2-я категорія (0)              | Premier 5 (0)         |
| 3-я категорія (0)              | Premier (0)           |
| 4-а категорія (0)              | International (0)     |
| 5-я категорія (0)              | International (0)     |

| Титули за покриттям | Титули за місцем проведення матчів турніру |
| ------------------- | ------------------------------------------ |
| Хард (0)            | Зал (0)                                    |
| Ґрунт (0)           | Зал (0)                                    |
| Трава (0)           | Відкрите повітря (0)                       |
| Килим (0)           | Відкрите повітря (0)                       |

| №  | Дата             | Турнір         | Покриття | Суперниця у фіналі | Рахунок |
| 1. | 29 жовтня, 2007. | Квебек, Канада | Хард(i)  | Ліндсей Девенпорт  | 4-6 1-6 |

#### Фінали турнірівITFв одиночному розряді (13)

##### Перемоги (7)
| Легенда:        |
| --------------- |
| 100.000 USD (0) |
| 75.000 USD (1)  |
| 50.000 USD (1)  |
| 25.000 USD (4)  |
| 10.000 USD (1)  |

| Титули за покриттям | Титули за місцем проведення матчів турніру |
| ------------------- | ------------------------------------------ |
| Хард (1)            | Зал (1)                                    |
| Ґрунт (6)           | Зал (1)                                    |
| Трава (0)           | На відкритому повітрі (6)                  |
| Килим (0)           | На відкритому повітрі (6)                  |

| №  | Дата                | Турнір            | Покриття | Суперниця у фіналі | Рахунок           |
| 1. | 30 листопада, 1998. | Мальорка, Іспанія | Ґрунт    | Лаура Пенья        | 6-4 6-1           |
| 2. | 17 листопада, 2002. | Довіль, Франція   | Ґрунт(i) | Виржини Пише       | 6-2 6-1           |
| 3. | 3 грудня, 2002.     | Бойнтон-Біч, США  | Ґрунт    | Бетані Маттек      | 6-4 6-0           |
| 4. | 29 вересня, 2003.   | Жирона, Іспанія   | Ґрунт    | Барбора Стрицова   | 7-5 2-0 — відмова |
| 5. | 2 лютого, 2009.     | Ранчо-Міраж, США  | Хард     | Лорен Альбанезе    | 6-0 6-1           |
| 6. | 22 червня, 2009.    | Періге, Франція   | Ґрунт    | Софі Фергюсон      | 6-2 7-5           |
| 7. | 10 серпня, 2009.    | Коксейде, Бельгія | Ґрунт    | Ірина Кур'янович   | 7-5 6-1           |

##### Поразки (6)
| №  | Дата              | Турнір                 | Покриття | Суперниця у фіналі         | Рахунок                  |
| 1. | 28 вересня, 1998. | Льєйда, Іспанія        | Ґрунт    | Маріам Рамон Клімент       | 1-6 3-6                  |
| 2. | 3 квітня, 2000.   | Дінан, Франція         | Ґрунт(i) | Мелані Шнель               | 6-2 1-6 2-6              |
| 3. | 12 июня, 2000.    | Ленцергайде, Швейцарія | Ґрунт    | Кіра Надь                  | 2-6 6-3 6-7(6)           |
| 4. | 10 липня, 2000.   | Гечо, Іспанія          | Ґрунт    | Марія Хосе Мартінес Санчес | 4-6 0-6                  |
| 5. | 30 липня, 2001.   | Сен-Годенс, Франція    | Ґрунт    | Селін Бегбедер             | 4-6 1-6                  |
| 6. | 16 лютого, 2009.  | Сюрпрайз, США          | Хард     | Яніна Вікмаєр              | 7-6(0) 3-6 3-4 — відмова |

### Виступи в парному розряді

#### Фінали турнірівITFв парному розряді (1)
| №  | Дата               | Турнір             | Покриття | Партнерка       | Суперниці у фіналі                          | Рахунок |
| 1. | 16 листопада, 2003 | Барселона, Іспанія | Ґрунт    | Нурія Ройг-Тост | Березня Фрага-Перес Адріана Гонсалес Пеньяс | 3-6 3-6 |